# سیارک ۵۷۱۴۰
سیارک ۵۷۱۴۰ (به انگلیسی: 57140 Gaddi، نامگذاری:2001PG29) پنجاه و هفت هزار و صد و چهلمین سیارک کشف شده‌است که در ۱۵ اوت ۲۰۰۱ کشف شد.